# Das schwarze Bataillon
Das schwarze Bataillon (Tschechisch: Černý prapor, westdeutscher Synchrontitel: Das Bataillon des Teufels) ist ein von der DEFA synchronisierter tschechoslowakischer Spielfilm von 1958. Seine Premiere hatte der Film am 13. Juni 1958, die deutsche Erstaufführung in der DDR fand am 13. März 1959 statt. Die Handlung ist um 1950 im Indochinakrieg in einer Einheit der Französischen Fremdenlegion angesiedelt.

## Handlung

### Exposé. Prager Flughafen 1951
Vorspann (Übersetzung aus dem englischen Untertitel der DVD-Edition):
1951 kehren Tschechoslowaken, die als Mitglieder der Französischen Fremdenlegion zur Vietnamesischen Volksarmee übergelaufen sind, heim.
Flughafen Prag 1951. Über dem Hauptgebäude kreist ein Radargerät. Neben jüngeren Personen wartet eine ältere, verhärmte Frau auf die Ankunft einer Sondermaschine der Tschechoslowakischen Fluggesellschaft aus Vietnam. Sie transportiert ehemalige Fremdenlegionäre, die zum Vietminh übergelaufen sind, in die Tschechoslowakei zurück. Als sie ihren Sohn Vaclav nicht unter den Heimkehrern findet, wendet sie sich an zwei ehemalige Legionäre, die sie fragen, aus welcher Stadt Vaclav stammt. Sie antwortet, aus Pilsen. Die Legionäre teilen ihr mit, dass sie nur einen Legionär aus Pilsen kennen, Leutnant Wolf. Die Frau erschrickt und wiederholt entsetzt: „Leutnant Wolf …“.

### Indochina, ca. 1950
Indochina, ca. 1950. Eine Kolonne von neu eingetroffenen Fremdenlegionären fährt auf Lkw durch den Dschungel zu ihrem Stützpunkt. Unter ihnen ist auch Vaclav, der aus Abenteuerlust die Tschechoslowakei verlassen hat und schließlich in die Legion eingetreten ist. Vor der Haftzelle des Stützpunkts wird er von dem inhaftierten deutschen Fremdenlegionär Gerhard um eine Zigarette gebeten. Vaclav gibt ihm eine ganze Schachtel, an der Gerhard erkennt, dass Vaclav in Algerien stationiert war. Als Gerhard erfährt, dass Vaclav Tscheche ist, rät er ihm, sich an Petr und Tadeusz zu wenden. Sie sollen sich auch Gerhards Stiefel ansehen, die sich in der gemeinsamen Unterkunft befinden.
In der Wohnbaracke trifft Vaclav Petr und Tadeusz und berichtet von den Stiefeln. Sie finden darin einen Kompass, den Gerhard besorgt hat, um mit ihnen gemeinsam zu desertieren. Gerhard sitzt wegen der Vorbereitung der Flucht ein; seine Vorgesetzten wollen untersuchen, ob er Mittäter besitzt.
Die Militärpolizei (MP) trifft ein und vernimmt Gerhard. Hauptzeuge gegen ihn ist der deutsche Sergeant Storch. Storch hat beobachtet, wie Gerhard sich in einem Raum von Commandant Ketham aufgehalten hat, und vermutet, dass Gerhard dort eine Karte stehlen wollte, was dieser energisch abstreitet und daraufhin Storch als Lügner bezeichnet. Storch schlägt auf den Legionär ein, woraufhin Gerhard zurückschlägt und als Reaktion darauf von der MP verprügelt wird. Die französischen Vorgesetzten halten sich heraus; einer rät dem Militärarzt, sich Gerhard später im Lazarett genauer anzusehen.
Sergeant Storch spielt mit dem britischen Legionär „Joker“ Würfel. Storch riskiert und setzt alles und verliert. In der Funkstation des Stützpunkts trifft eine Alarmmeldung von Stützpunkt 3, der von Leutnant Wolf kommandiert wird, ein. Stützpunkt 3 wird von überlegenen vietnamesischen Kräften angegriffen, Wolf will ausbrechen. Ein Vietminh dringt in die Funkstation von Stützpunkt 3 ein und nimmt die beiden Funker gefangen; die Verbindung zum Hauptstützpunkt bricht ab.
Commandant Ketham gibt Alarm. Er führt die Entsatzeinheit. In der Truppe sind auch „Joker“ und Storch. Storch fordert von „Joker“ den Gewinn zurück, doch er lehnt ab. Daraufhin gibt Storch einem Legionär, der sowohl deutsch als auch tschechisch spricht, einen Wink; er soll sich um den Briten „kümmern“. Auf der Fahrt ins Einsatzgebiet erzählt Vaclav Petr, dass seine Schwester und sein Vater im Zweiten Weltkrieg von der SS bei einer Suche nach Waffen umgebracht wurden.
Die Legionäre dringen auf dem Weg zum Stützpunkt 3 in ein Dorf ein und treiben die Bewohner zusammen. Ein Legionär entreißt einem vietnamesischen Mädchen ein Medaillon. Ein alter Mann, eventuell ihr Vater oder Großvater, lenkt die Legionäre ab, indem er wegläuft. Er wird erschossen, das Mädchen nutzt den Augenblick zur Flucht in den Dschungel. Commandant Ketham befiehlt, den ausgebrochenen Legionären von Stützpunkt 3 entgegenzugehen. Storch fragt, was mit den Gefangenen geschehen soll. Ketham befiehlt, sie zu bewachen.
Wolf ist inzwischen abgeschnitten; seine zwei Begleiter wurden vom Vietminh erschossen. Vaclav und Petr arbeiten sich durch den Dschungel vor. Sie treffen auf eine Python, die Vaclav erschießen will, doch von Petr mit einer Machete getötet wird, um den Vietminh nicht zu warnen. In dem unübersichtlichen Terrain trifft Vaclav schließlich allein auf den verwundeten Leutnant Wolf und hilft ihm. Währenddessen wird der bereits ebenfalls durch den Vietminh verwundete „Joker“ von dem deutschsprachigen Tschechen und einem weiteren britischen Legionär verfolgt. Als er den Gewinn nicht herausgeben will, tötet der deutschsprachige Tscheche „Joker“ mit dessen eigenem Kris, während der Brite „Joker“ festhält. Der Mord wird von Vaclav beobachtet, ohne dass die Mörder dies bemerken; Wolf, der von Vaclav getragen wird, ist bewusstlos.
Als die beiden Mörder auf den Haupttrupp stoßen, ist Ketham gefallen, Storch hat das Kommando übernommen. Der Vietminh greift das Dorf an. Storch nimmt den Mördern die Beute ab und befiehlt, die Gefangenen „umzulegen“ und das Dorf anzuzünden; „Joker“ wird offiziell als gefallen bezeichnet. Als die Gefangenen erschossen werden, wird Vaclav hysterisch. Auf dem Rücktransport will er sich mit seinem Gewehr erschießen, was Petr verhindert. Gewaltsam flößen ihm die Kameraden Ballantine’s-Whisky ein, um ihn zu beruhigen.
Als sie in ihren Stützpunkt zurückkehren, ist Gerhard sowohl aus dem Lazarett als auch aus der Haft entlassen worden. Er bereitet weiterhin die Flucht vor und wartet auf eine Gelegenheit, eine Karte zu stehlen. Wie sich herausstellt, ist er in Hamburg „schanghait“ worden. Er habe sich auf der Reeperbahn „volllaufen“ lassen und sei erst wieder in der Legion aufgewacht.
Leutnant Wolf übernimmt den Dienstposten des gefallenen Commandant Ketham. Von ihm übernimmt er auch ein kleines Äffchen. Vaclav erzählt Petr, dass „Joker“ nicht gefallen ist. Petr warnt ihn: Wenn er hier rauskommen will, muss er mittanzen oder … (er macht die Geste des Halsabschneidens).
Wolf sucht einen neuen Burschen. Er fragt Gerhard, der ihm nur auf Französisch antwortet. Wolf glaubt ihm nicht, dass er Franzose ist, sondern Deutscher. Doch Gerhard weicht aus; er sei nur Legionär. Tadeusz zu Gerhard: Wolf ist doch auch Deutscher, wie Du. Daraufhin Gerhard: Aber ein anderer Deutscher als ich. Das sehe ich auf den ersten Blick.
Vaclav macht gegenüber dem deutschsprachigen Tschechen und Storch Andeutungen; „Joker“ sei in seinen eigenen Kris gefallen. Bevor die beiden Vaclav angreifen können, erscheint Wolf und fragt nach dem Legionär, der sein Leben gerettet hat. Vaclav meldet sich; zur Belohnung wird Vaclav Wolfs neuer Bursche und bekommt das Äffchen geschenkt. Gerhard hält Vaclav wegen der Annahme des Postens für einen Verräter. Im Fall des Verrats ihrer geplanten Flucht droht er ihm unverhohlen mit seiner Ermordung.
Als Wolf unter der Dusche steht, sieht Vaclav auf dessen Oberarm eine eigenartige Tätowierung. Durch einen Kameraden erfährt die Bedeutung: Es handelt sich um die Blutgruppentätowierung der SS. Durch ein Gespräch mit Wolf erfährt er, dass dieser in Pilsen die Straße am Viadukt, wo Vaclavs Vater und Schwester von einem Leutnant Wolf ermordet wurden, kennt. Vaclav ist schockiert und will zum Bataillon zurück. Wolf lässt ihn gehen, sagt aber auch, dass er ihm noch beibringen wird, wie man Dörfer anzündet.
Bei einem neuen Einsatz sucht Wolf einen Freiwilligen, der ihn auf einer Patrouille begleitet. Vaclav meldet sich. Sie gehen zusammen in den Dschungel, sich gegenseitig mit den Waffen belauernd.

### Epilog. Flughafen Prag 1951
Petr steigt aus der Sondermaschine aus und trifft Vaclavs Mutter, die ihn anspricht. Petr leugnet, Vaclav zu kennen. Während die Mutter weiter auf das Flugzeug zugeht, schlägt Petr im Weggehen seine Jacke zurück. Heraus schaut Vaclavs Äffchen. Über dem Flughafengebäude kreist weiter das Radargerät.

## Kritik
„Es ist ein „harter“ Stoff, den die Autoren Faberá und Pixa schrieben. Er hat nichts mit jener Romantik und Schmählerung des Grauens zu tun, mit dem bei Behandlung dieses Themas die Regisseure Westdeutschlands und des kapitalistischen Auslands arbeiten, um ihren Bundesgenossen in der NATO nicht weh zu tun.“

„Ein Film von oft beklemmender Intensität, der in kühl-dokumentarischem Stil den Krieg und den Imperialismus westlicher Prägung verurteilt.“

## Veröffentlichung
Das schwarze Bataillon wurde 1958 durch den Tschechoslowakischen Staatsfilm in den Filmstudios Barrandov produziert und hatte seine Premiere am 13. Juni 1958.
Die deutsche Bearbeitung in der DDR erfolgte durch das VEB DEFA-Studio für Synchronisation, der Vertrieb wurde durch den VEB Progress Film-Verleih übernommen. Die deutsche Premiere war am 13. März 1959.
Weitere Synchrontitel waren Battaglione nero (Italien), To marvo tagma (Griechenland) und The Black Battalion (Vereinigte Staaten).
Der Film wurde 2006 von der tschechischen Firma Filmexport Home Video auf DVD mit englischen Untertiteln ediert. Als Bonus befindet sich auf der DVD ein Interview mit dem tschechischen Filmhistoriker Pavel Taussig (geb. 1949). Die deutsche Synchronfassung befindet sich vermutlich im Filmarchiv des Bundesarchivs in Berlin.

## Hintergründe
- Fachliche Beratung erfolgte durch Ervin Paleš, Yvette Dubois und Oberst František Nevěřil. Die Bauten wurden durch Jan Zázvorka erstellt.
- Günther Simon, Darsteller des Gerhard Richter, drehte parallel im DEFA-Studio in Potsdam-Babelsberg Geschwader Fledermaus, dessen Handlung ebenfalls im Indochinakrieg angesiedelt ist. Simon wurde daher zu den eng terminierten Drehaufnahmen geflogen.